# Simão de Andrade
Simão de Andrade (1490-1525) fue un capitán naval y pirata portugués del siglo XVI. Hermano del célebre Fernão Pires de Andrade, se convirtió especialmente conocido por sus correrías en China.

## Biografía

### Carrera en la India
Llegado a las posesiones portuguesas en la India a los 13 años, Andrade sirvió con Duarte Pacheco Pereira en las famosas batallas que el imperio portugués emprendió en la India contra el zamorín de Calicut, así como en la campaña contra el rey de Cananor. Durante las discordias entre Francisco de Almeida y Afonso de Albuquerque, los hermanos Andrade tomaron parte a favor del primero, aunque se reconciliarían con el segundo poco después, si bien de manera muy tentativa. En 1510, Simão tomó parte también en la conquista de Goa, y al año siguiente en la de Malaca, en las que destacó por su bravura, pero también por su rebeldía; entró de nuevo en confrontación con Albuquerque sobre las disposiciones que éste tomó para mantener la disciplina en la flota, además de cuando hizo ahorcar a otro fidalgo insubordinado como el propio Andrade. Sus propios delitos se le perdonaron sólo por sus buenos servicios.
Andrade regresó a la India portuguesa en la flota de Albuquerque, en la que Albuquerque le dio el mando de un navío árabe capturado. Sin embargo, Andrade se apartó de la flota en circunstancias poco claras y terminó en las Maldivas, donde fue capturado y torturado. Consiguió llegar a la India más tarde, donde Albuquerque le tomó de nuevo a su servicio, participando ahora en incursiones en Adén y la toma de Ormuz, las últimas en la vida del anciano gobernador. Andrade se congració entonces con el sucesor de Albuquerque, Lopo Soares de Albergaria, el cual lo devolvió como alto cargo a Ormuz, pero allí tuvo conflictos con otro capitán, Aleixo de Meneses, que lo arrestó y envió bajo cadenas a la India. Ofendido por la falta de apoyo de Soares, tras una participación en la toma de Ceilán Andrade solicitó y obtuvo que se le enviase a China, donde su hermano se encontraba oficiando de embajador. Tras detenerse en Sumatra para adquirir pimienta, especia muy valorada por los chinos, la flota de Andrade recaló en Malaca y puso rumbo al sudeste de Asia.

### En China
Andrade llegó a la China de la dinastía Ming en agosto de 1519, arribando a la base portuguesa en la isla de Tamão, Hong Kong. A pesar de las intenciones de sus compatriotas de negociar honestamente, Andrade no poseía el carácter diplomático de su hermano, y rápidamente se indispuso con el gobierno chino al construir sin su permiso en la isla una fortaleza portuguesa, pretextando buscar defenderse de ataques de piratas locales. Los chinos se irritarían todavía más cuando Andrade erigió una horca en la que ejecutar públicamente a los portugueses que ofendieran a algún ciudadano chino, ya que, pese a su aparentemente buena intención, o bien con todo conocimiento, aquello suponía un ataque a la soberanía china teniendo en cuenta que la pena de muerte en la localidad era un acto que la gobernación Ming se reservaba para sí.
En general, la carrera del luso en China no varió de rumbo, siendo descrito por João de Barros como un hombre "muy pomposo, ostentoso y derrochador", que se conducía como si fuera señor del país y que acabó causando no pocos conflictos como consecuencia de ellos. Llevó a cabo toda clase de acciones de rapiña, piratería y tráfico de esclavos en connivencia con esclavistas chinos, de manera que su reputación llegó a ser tan pésima en China que tuvo parte en leyendas locales según las cuales los lusos se llevaban a los esclavos para comérselos. Sin embargo, es sabido que varias de sus actitudes mercantiles y medidas, como la norma de que los comerciantes siameses tuvieran prohibido comerciar con chinos antes de que sus homólogos portugueses lo hicieran, provenían en realidad de órdenes personales del rey Manoel I.
Andrade partió de China de camino a la India a finales de 1520, llevando consigo pingües beneficios de todos sus negocios, legales o no.

### Retorno a la India y muerte
A su vuelta a la India en 1521, consiguió que el gobernador de Goa, Duarte de Meneses, le concediese el gobierno de Chaul, probablemente mediante sobornos cuantiosos. Meneses sería recordado como uno de los gobernadores más corruptos y venales de la región, hasta el punto de que en Lisboa no se pudo hacer oídos sordos a los informes y se envió a Vasco da Gama para sustituirle y deshacer todas las irregularidades. Da Gama destituyó también a Andrade, a sazón coetáneo y yerno de Duarte, aunque Simão pudo salvarse de mayores deshonores mediante otro servicio militar exitoso bajo Henrique de Meneses. Por fin, tras 20 años de vida en oriente, regresó a Portugal, donde murió.